# Richfield (Kansas)
Richfield è una città degli Stati Uniti d'America, situato nello Stato del Kansas, nella contea di Morton.